# Defenestrações de Praga

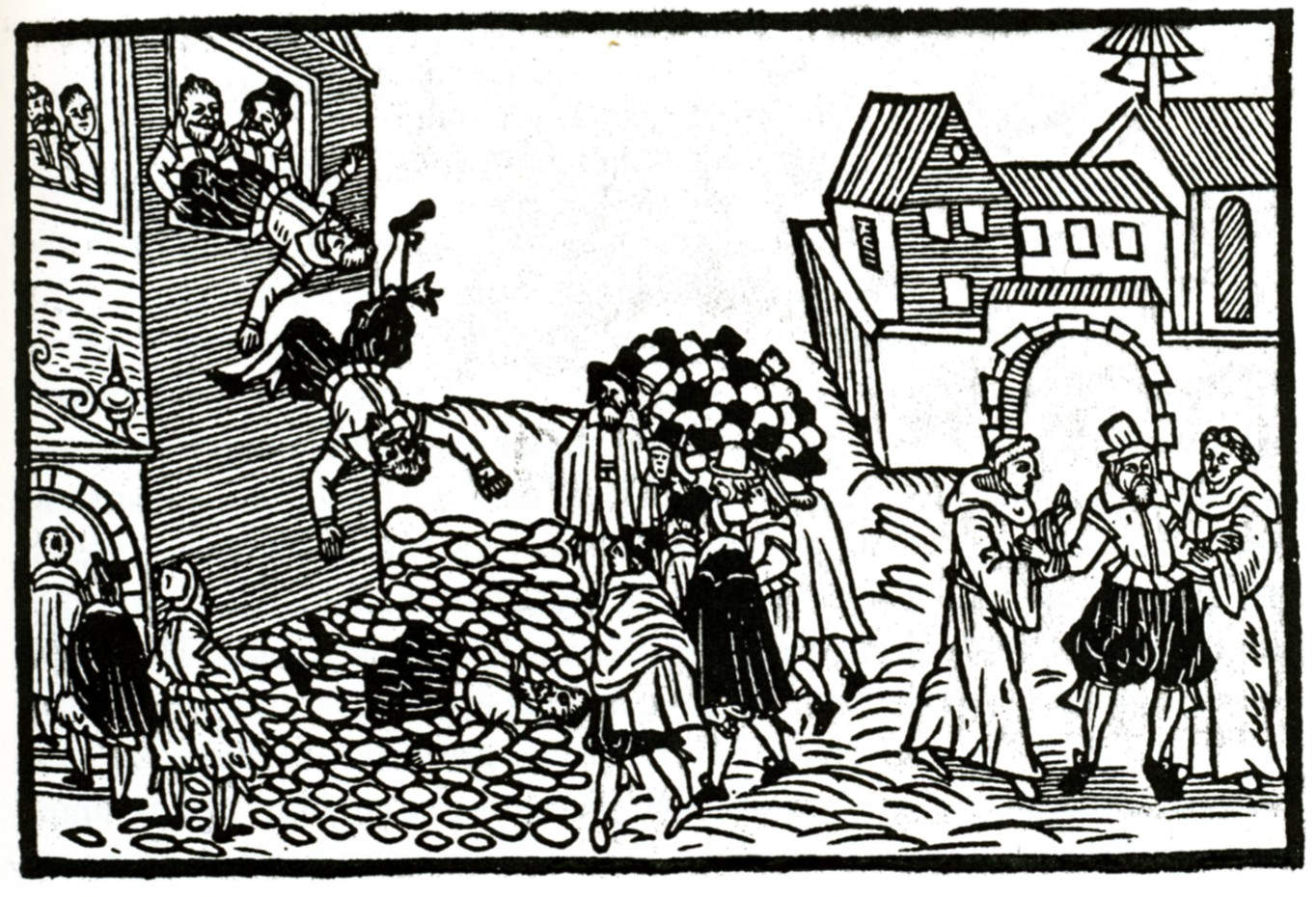
A Defenestração de Praga (23 de maio de 1618).

Dois incidentes da história da Boêmia são conhecidos como as Defenestrações de Praga. O primeiro ocorreu em 1419 e o segundo em 1618 (o termo 'Defenestração de Praga' é mais frequentemente utilizado para se referir ao segundo incidente). Ambos foram estopins a prolongados conflitos na Boêmia e além. O termo defenestração significa o ato de atirar alguém ou alguma coisa pela janela, oriundo de um radical comum da palavra janela, que em francês se diz fenêtre, em italiano finestra e em alemão Fenster.

## Primeira defenestração de Praga

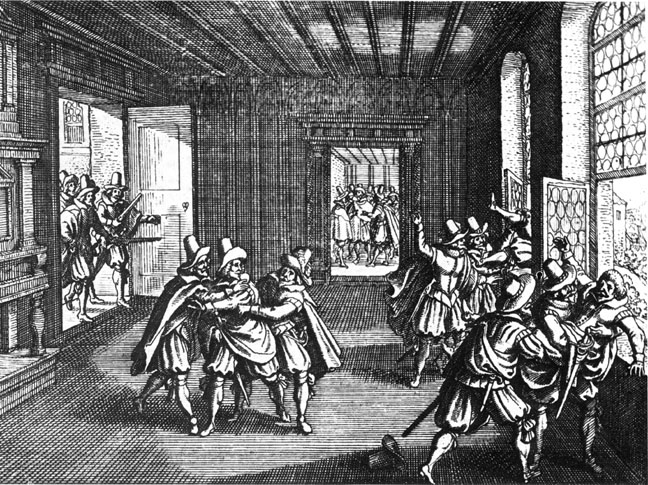
A segunda defenestração de Praga

A primeira Defenestração de Praga ocorreu no início das guerras hussitas. O reformador da igreja Jan Hus, declarado herético pelo Concílio de Constança, morreu na fogueira em 6 de julho de 1415, mas ele ainda tinha partidários, liderados por Jan Zelivsky.
A origem da defenestração, ocorrida em 30 de julho de 1419, envolveu a recusa dos membros do conselho da cidade em libertar prisioneiros hussitas, e uma pedra que teria sido lançada da prefeitura de Praga contra uma procissão liderada por Jan Zelivsky. Rapidamente, seus partidários tomam o prédio e lançam pela janela sete membros do conselho da cidade, que caem sobre as lanças dos hussitas, e o povo termina por matá-los. A multidão ataca em seguida as igrejas e monastérios leais à Igreja Católica, em uma série de incidentes que causou um grande alvoroço.

A manifestação resultou da crescente revolta pela desigualdade entre os camponeses por um lado e o clero e a nobreza por outro. Este descontentamento foi alimentado pelo aumento do nacionalismo e pela influência de pregadores “radicais” como Jan Zelivsky, que via a igreja católica como uma deturpadora da fé cristã. Estes pregadores incitaram suas congregações à ação, inclusive pela tomada de armas, para combater os corruptos.
A primeira Defenestração marcou a transição da conversa para a ação, que conduziu às prolongadas guerras hussitas.
Em 16 de agosto de 1419, o rei Venceslau de Boêmia morre, deixando o trono a seu irmão Sigismundo de Luxemburgo, rei da Hungria-Croácia desde 1387, e Imperador da Alemanha desde 1411, que se dedica a acabar com a rebelião. 
As guerras hussitas duraram até 1436.

## Segunda defenestração de Praga
Ocorrido em 23 de maio de 1618, o episódio da segunda defenestração de Praga foi o estopim da Guerra dos Trinta Anos, quando alguns integrantes da nobreza tcheca atiraram pelas janelas do palácio real de Praga os representantes do sacro imperador romano-germânico Matias.
O evento foi reflexo da crescente tensão entre protestantes e a católica casa de Habsburgo, que governava o Sacro Império Romano-Germânico. Entre os elementos que criaram essa tensão estavam algumas ações imperiais, entendidas por protestantes da Boêmia como um desrespeito à tolerância religiosa prevista pela Carta de Majestade de 1609, assinada por Rodolfo II. O imperador Matias havia se comprometido a seguir as determinações do documento, com seu primo e herdeiro, Fernando II, se comprometendo a fazer o mesmo durante seu reinado na Boêmia. O que ocorreu, porém, foi que Fernando II não seguiu as liberdades religiosas previstas pela Carta, tendo sua conduta apoiada pelo imperador através de seus regentes, que atuavam na Boêmia em nome do rei.
Deste modo, a defenestração se relaciona diretamente às imposições imperiais sobre a Boêmia, e, de maneira mais específica, com a determinação do fechamento de duas igrejas protestantes em Klostergrab (atual Hrob) e Braunau (atualmente Broumov), sendo a primeira, inclusive, destruída.
Diante deste acontecimento que julgaram ser um descumprimento da Carta, os boêmios queixaram-se oficialmente ao imperador, tendo resposta desfavorável do governante, que além de rejeitar essas queixas, proibiu futuras assembleias em que os protestantes se reunissem politicamente.
Mesmo com a proibição imperial sobre a realização de novas assembleias, os revoltosos se reuniram novamente para discutir as imposições imperiais. Dois dias depois dessa reunião, em 23 de maio de 1618, os boêmios marcham até o Hradčany (o castelo de Praga), para debater as ações do imperador e receber outras notícias sobre as ordens do governante.
No castelo, os protestantes se encontram com os representantes imperiais católicos Jaroslav Bořita Martinic e Vilém Slavata, que foram questionados sobre as recentes imposições, sendo responsabilizados pelos ataques à liberdade religiosa protestante. Os regentes imperiais tentaram se defender das acusações, mas não conseguiram convencer os boêmios, que para resolver a situação colocaram o antigo costume tcheco da defenestração em prática, atirando os representantes Martinic e Slavata pela janela do castelo, além do secretário Philip Fabricius. Apesar da queda de cerca de 18 metros, os três homens sobreviveram.

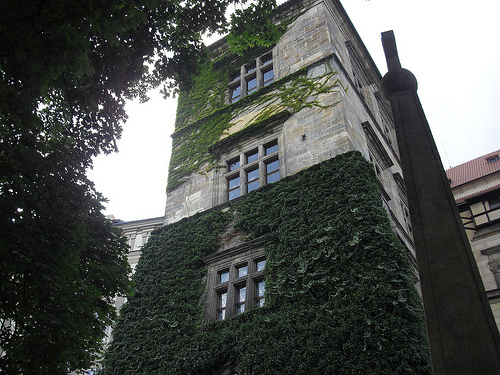
Castelo de Praga, do qual os representantes imperiais foram atirados.

A partir deste evento, os boêmios rompem com o governo Habsburgo, coroando Frederico V do Palatinado como rei da Boêmia, ao invés do indicado do imperador, o católico Fernando II.  Desta forma, a defenestração de Praga dá início aos acontecimentos da Guerra dos 30 Anos, dando origem ao período da Revolta Boêmia, que termina com os revoltosos sendo derrotados e com os responsáveis pela defenestração de 1618 tendo seus bens confiscados, além de serem executados publicamente.